# Route nationale 206a
La route nationale 206A ou RN 206A était une route nationale française reliant Étrembières à Monnetier-Mornex.
À la suite de la réforme de 1972, elle a été déclassée en RD 906A.

## Ancien tracé d'Étrembières à Monnetier-Mornex (D 906a)
- Étrembières
- Monnetier-Mornex